# Topalu
Topalu ist eine Gemeinde im Kreis Constanța in der Region Dobrudscha (Dobrogea) in Rumänien.
Die Gemeinde besteht aus zwei Dörfern:
- Topalu (früherer türkischer Name: Topal)
- Capidava (früherer Name: Calichioi, türkisch Kaleköy)